# Romain Daubié
Romain Daubié (nacido el 5 de mayo de 1980 en Villeurbanne) es un abogado y político francés. Diputado por el segundo distrito electoral de Ain en la Asamblea Nacional de Francia en las elecciones legislativas francesas de 2022.
Romain Daubié es licenciado en Derecho (Universidad Jean Moulin-Lyon III). En 2005, obtuvo una maestría en derecho y gestión internacional de HEC Paris.